# Sakura Haruno
Sakura Haruno (jap. 春野サクラ Haruno Sakura) – główna fikcyjna postać kobieca w mandze i anime Naruto. Sakura jest Kunoichi z Konohy w kraju ognia, należała do oryginalnej drużyny siódmej. Jej nazwisko oznacza wiosenne pole, równinę, imię zaś kwiat wiśni.

## Historia
W dzieciństwie Sakura miała normalny dom oraz kochających rodziców. Jedynym jej zmartwieniem był brak pewności siebie, obecny już od czasów przedszkolnych. Zaprzyjaźniła się z Ino Yamanaką. Dzięki temu otworzyła się na innych pozwalając im na dostrzeżenie jej prawdziwej osobowości. Z powodu niewątpliwej popularności wśród dziewcząt tajemniczego Sasuke Uchihy ich przyjaźń zamieniła się wkrótce w rywalizację rozszerzającą się na każdy rodzaj codziennej aktywności.
W celu wyrównania poziomu tworzonych grup Sakura zostaje przydzielona do wspólnej drużyny z najgorszym uczniem w klasie, Naruto Uzumaki, oraz z najlepszym, Sasuke. Cała drużyna zostaje oddana pod opiekę Kakashiemu Hatake, który szybko zauważa walkę o względy oraz relacje panujące w grupie. Sakura ma nadzieję, że Sasuke wreszcie ją zauważy i będą razem, jednak równocześnie nie zauważa, że irytujący ją Naruto żywi te same uczucia względem niej.
Dzięki bardzo dobrej kontroli nad czakrą i dobrym podstawom teoretycznym wyniesionym z Akademii, nie odstaje od jej kolegów, szybko jednak okazuje się być najsłabszą członkinią drużyny. Z biegiem czasu jej uczucia względem Naruto stają się cieplejsze. Pozostaje jednak wierna swemu uczuciu co do Sasuke.
Po trzyletnim treningu u Tsunade, Sakura świadoma swojej małej użyteczności dla drużyny, nadrobiła zaległości: stała się sprawniejsza fizycznie, wyzbyła się lęku na wzór swojej mentorki. Przede wszystkim jednak nauczyła się wielu technik medycznych, które nie raz uratowały życie jej przyjaciołom. W międzyczasie zostaje chūninem.
Po wojnie ona i Shikamaru zostają mianowani jōninami.
Na końcu mangi dowiadujemy się, że została żoną Sasuke i matką Sarady.